# Antakarinya
Antakarinya är ett australiskt språk som talades av 50 personer år 1981. Antakarinya talas i Sydaustralien. Antakarinya tillhör de pama-nyunganska språken..